# Penninghen

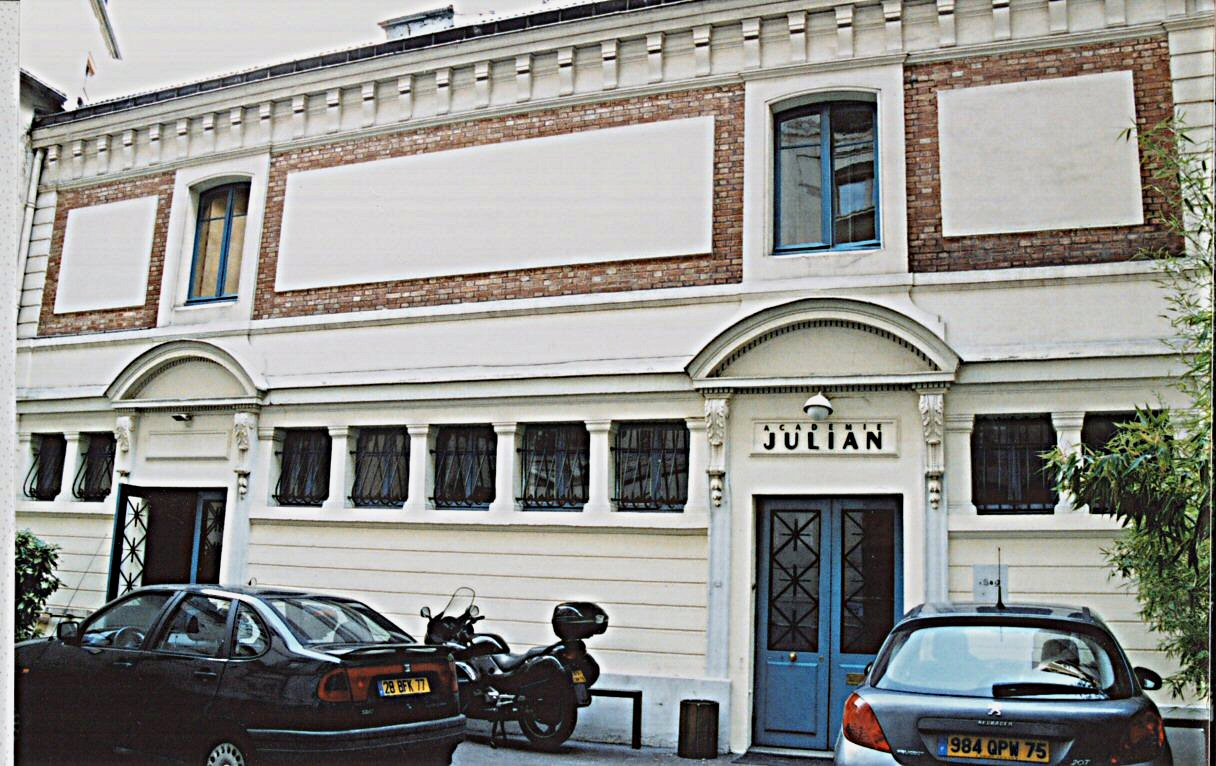
Hochschule Penninghen im Gebäude der ehemaligen Académie Julian in Paris

Penninghen (frz. Penninghen – l’école de direction artistique et d’architecture intérieure) ist eine französische Kunsthochschule für Art Direction und Innenarchitektur mit Sitz in Paris. Es handelt sich hierbei um eine private Hochschule, die vom französischen Ministerium für nationale Bildung und Forschung akkreditiert ist.
Der Standort der Hochschule befindet sich im 6. Arrondissement in den ehemaligen Räumlichkeiten der renommierten Académie Julian in Quartier Saint-Germain-des-Prés. Die Adresse lautet Rue du Dragon 31,  75006 Paris. 
Die Hochschule hat etwa 600 Studenten und 100 Lehrer.

## Geschichte
1953 richteten der Maler und Keramiker Guillaume Met de Penninghen und Jacques d’Andon in der Rue Falguière ein Atelier zur Vorbereitung auf die großen französischen Kunsthochschulen ein und schlossen sich 1959 der Académie Julian an. 1968 wurde das Atelier Penninghen & d'Andon zur École supérieure d’arts graphiques (ESAG), 2016 bekam sie unter dem neuen Direktor Gilles Poplin ihren jetzigen Namen Penninghen – l’école de direction artistique et d’architecture intérieure.

## Bekannte Absolventen und Absolventinnen
- Aurélie Baras, Grafikerin und Illustratorin
- Bastien Vivès (* 1984), Comiczeichner
- Sophie Bramly, Fotografin
- Catherine Zask, Grafikerin, Typographin und Künstlerin
- Laurent Melki, Illustrator und Plakatkünstler
- Marion Bataille, Illustratorin und Grafikerin
- Jean Lecointre, Illustratorin und Regisseurin